# 和歌山県立紀北農芸高等学校
和歌山県立紀北農芸高等学校（わかやまけんりつ きほくのうげいこうとうがっこう）は、和歌山県伊都郡かつらぎ町妙寺に所在する公立の農業高等学校。

## 設置学科
- 生産流通科（1学年あたり40名）
- 施設園芸科（1学年あたり40名）
- 環境工学科（1学年あたり40名）

## 沿革
- 1987年 - 和歌山県立那賀高等学校の農業関連学科、および、和歌山県立伊都高等学校園芸科が、移管・統合され開校

## アクセス
- JR和歌山線中飯降駅下車